# In Deutschland
Albums de Françoise Hardy
Mon amie la rose
(1964) L'Amitié
(1965)
In Deutschland est le premier album de Françoise Hardy où toutes les chansons sont chantées en allemand. Destiné au seul marché germanique, il n’a jamais été édité en France. L’édition originale est parue en Allemagne de l’Ouest en septembre 1965.

## Mise en perspective de l'album
Après les succès remportés en France et en Italie par la chanteuse, la diffusion de ses chansons adaptées en langue allemande est entreprise par les Disques Vogue pour conquérir le marché d’Outre-Rhin.

Contre toute attente, ce ne sera pas Peter und Lou – l’adaptation de Tous les garçons et les filles – qui fera la renommée de Françoise Hardy.

Le vendredi 28 avril 1965, à 21 h, un « Portrait in Musik », émission télévisée de variété diffusée sur la ARD et mise en scène par Truck Branss (de), lui est entièrement consacré. L’image romantique que la chanteuse dégage, plait aux adolescents et c’est l’une des chansons : Fragʻ den Abendwind, qui lui vaudra un grand succès public.

Un 33 tours/30 cm et un 33 tours/25 cm contenant les 12 chansons de ce show télévisé, furent édités peu après.
Après la publication de plusieurs 45 tours, l’album In Deutschland paraît. Il est composé de :
- 5 titres originaux :
  - Dann bist du verliebt
  - Er war wie du
  - Frag den Abendwind
  - Wenn dieses Lied erklingt
  - Wer du bist
- une reprise d’un standard allemand :
  - Ich steige dir aufʻs Dach
- une adaptation d’une chanson américaine :
  - Uh Oh = Oh, oh Cherie[4].
- 5 adaptations de chansons de Françoise Hardy :
  - L’Amour s’en va = Die Liebe geht
  - Dans le monde entier = Ein Fenster wird hell
  - J’aurais voulu = Ich habʻ das Glück
  - J’suis d’accord = Ich sagʻ ja
  - Tous les garçons et les filles = Peter und Lou

Pourvue de ce nouveau répertoire, la chanteuse effectuera en 1966, une tournée à travers l’Allemagne de l’Ouest.

## Édition originale
Allemagne, septembre 1965 : Microsillon 33 tours, In Deutschland, Bellaphon Records/Disques Vogue (BWS 368), stéréo.
Pochette : photographie réalisée par Jean-Marie Périer (non crédité).

### Liste des chansons
Les 12 chansons qui composent le disque ont été enregistrées en stéréophonie.
| 1. | Wenn dieses Lied erklingt                    | Peter Wehle        | Joe Dixie (de)                  | 2 min 30 s |
| 2. | Fragʻ den Abendwind                          | Joachim Relin (de) | Otto Demler, alias Fred Gordini | 2 min 35 s |
| 3. | Dann bist du verliebt                        | Joachim Relin      | Otto Demler, alias Fred Gordini | 2 min 36 s |
| 4. | Ein Fenster wird hell (Dans le monde entier) | Kurt Hertha (de)   | Françoise Hardy                 | 2 min 33 s |
| 5. | Er war wie du                                | Ernst Bader        | Friedel Berlipp (de)            | 2 min 13 s |
| 6. | Wer du bist                                  | Fini Busch (de)    | Werner Scharfenberger           | 2 min 25 s |

| 1. | Ich habʻ das Glück (J’aurais voulu)            | Carl Ulrich Blecher | Françoise Hardy              | 2 min 06 s |
| 2. | Ich sagʻ ja (J’suis d’accord)                  | Kurt Schwabach      | Françoise Hardy, Roger Samyn | 2 min 20 s |
| 3. | Peter und Lou (Tous les garçons et les filles) | Ernst Bader         | Françoise Hardy, Roger Samyn | 2 min 50 s |
| 4. | Die Liebe geht (L’Amour s’en va)               | Ernst Bader         | Françoise Hardy              | 2 min 25 s |
| 5. | Ich steige dir aufʻs Dach.                     | Willy Schüller (de) | Georg Möckel                 | 2 min 18 s |
| 6. | Oh, oh Cherie (Oh, oh wie gut) (Oh oh chéri)   | Auteur non crédité  | Bobby Lee Trammell           | 2 min 15 s |

## Discographie liée à l’album
– SP (Single Playing) = Microsillon 45 tours 2 titres.
– EP (Extended Playing) = Microsillon 45 tours 4 titres ou super 45 tours.
– LP (Long Playing) = Microsillon 33 tours/30 cm.
– CD (Compact Disc) = Disque compact.

### Première édition allemande des chansons de l’album
Nota bene : Dans les années soixante, l’industrie discographique française est axée en priorité sur la vente de super 45 tours. Les nouvelles chansons de Françoise Hardy sont donc d’abord éditées sur ces supports.
- Mars 1963 : SP, Vogue Schallplatten (DV 14041)[11].

1. Peter und Lou (Tous les garçons et les filles), Ernst Bader, adaptation du texte de F. Hardy / F. Hardy et Roger Samyn.
2. Ich steige dir aufs Dach, Georg Möckel / Willy Schüller (de).

- Avril 1963 : SP, Vogue Schallplatten (DV 14057).

1. Die Liebe geht (L’Amour s’en va), Ernst Bader, adaptation du texte de F. Hardy / F. Hardy.
2. Ich sag' ja (J’suis d’accord), Kurt Schwabach, adaptation du texte de F. Hardy / F. Hardy et Roger Samyn.

- Juin 1964 : SP, Vogue Schallplatten (DV 14156).

1. Wer du bist, Werner Scharfenberger / Fini Busch (de).
2. Ich hab das Glück (J’aurais voulu), Carl Ulrich Blecher, adaptation du texte de F. Hardy / F. Hardy.

- Février 1965 : SP, Vogue Schallplatten (DV 14311).

1. Frag den Abendwind, Fred Gordini / Joachim Relin.
2. Wenn dieses Lied erklingt, Joe Dixie (de) / Peter Wehle.

- Octobre 1965 : SP, Vogue Schallplatten (DV 14405)[12].

1. Ich bin nunʻ mal ein Mädchen (I Still Love Him)[13], Ernst Bader, adaptation du texte de Jimmy Cross / J. Cole.
2. Er war wie Du, Friedel Berlipp (de) / Ernst Bader.

- Avril 1966 : SP, Vogue Schallplatten/Vogue International Industries (DV 14513).

1. Dann bist du verliebt Fred Gordini / Joachim Relin.
2. Ein Fenster wird hell (Dans le monde entier), Kurt Hertha (de), adaptation du texte de F. Hardy / F. Hardy.

### Édition française de quatre chansons de l’album
- Mars 1965 : EP, Disques Vogue (EPL 8352).

1. Wer du bist
2. Ich habʻ das Glück (J’aurais voulu)
3. Die Liebe geht (L’Amour s’en va)
4. Peter und Lou (Tous les garçons et les filles)

### Rééditions allemandes des douze chansons de l'album
- 1981 : LP, Die großen Erfolge, Vogue (6.24591).

### Reprises de chansons
Frag' den Abendwind
- Avril 2013, Francine Jordi : CD, Verliebt geliebt, Heart of Berlin/Universal Music(3424234).

Oh, oh Cherie - Ach ach Liebling
- 1997, Stereo Total : CD, Monokini, Disco B (5 413356 196627).